# Transport kolejowy w Liechtensteinie

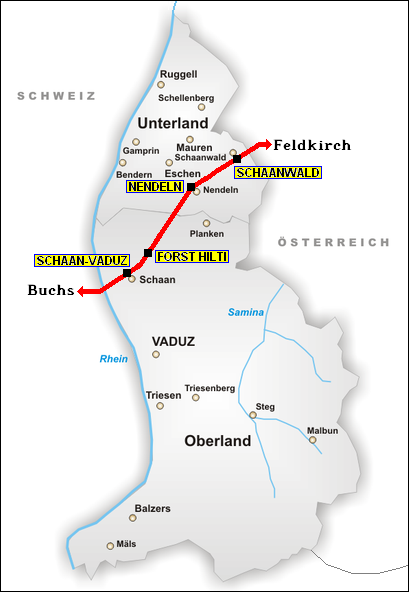
Położenie linii kolejowej w Liechtensteinie

Transport kolejowy w Liechtensteinie – system transportu kolejowego działający na terenie Liechtensteinu. Jedyna linia kolejowa w księstwie Liechtenstein o długości 9 km obsługiwana jest przez Österreichische Bundesbahnen. Kolej przebiega przez północną część księstwa, na jego terytorium położone są 4 stacje kolejowe.

## Linia kolejowa

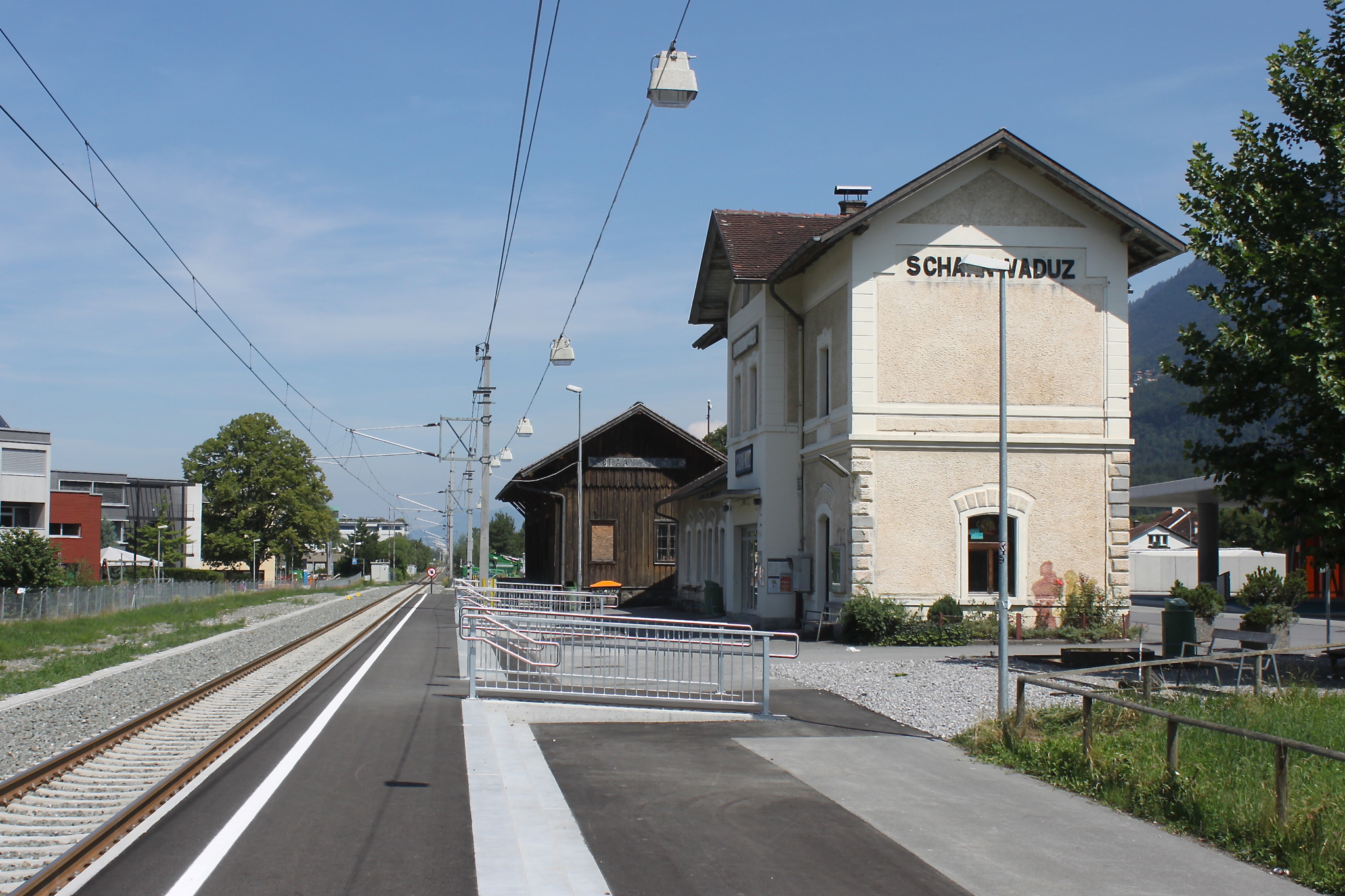
Stacja kolejowa Schaan-Vaduz, obsługująca stolicę księstwa

Linia łączy austriackie miasto Feldkirch i szwajcarskie Buchs. Całkowita długość wynosi 18 km, z czego 9 km przebiega przez terytorium Liechtensteinu. Linia została zelektryfikowana w 1926 roku. Używana jest zarówno do przewozów pasażerskich, jak i towarowych.
Przez Liechtenstein przebiega krótki odcinek międzynarodowej linii kolejowej łączącej Austrię ze Szwajcarią. Linię otwarto w roku 1872 i na mocy koncesji odcinek biegnący przez Liechtenstein obsługiwały koleje austriackie. Koncesja wygasła w roku 2017.
W roku 2008 ogłoszono powstanie projektu S-Bahn FL.A.CH (skrót od FL (Fürstentum Liechtenstein) – A – CH), regionalnej kolei typu S-Bahn, łączącej trzy państwa. Projekt obejmował m.in. rozbudowę torów oraz usprawnienie infrastruktury. Do 2017 roku kolej nie powstała, głównie z powodu sporów Austrii i Liechtensteinu o finansowanie i koszty infrastruktury. Prace nad projektem wstrzymał Liechtenstein, który nie zgodził się na podrożenie projektu z 45 do 90 mln franków szwajcarskich.

## Stacje kolejowe
Na terenie Liechtensteinu znajdują się następujące stacje kolejowe:
- Schaan-Vaduz, obsługująca stolicę księstwa Vaduz
- Forst Hilti
- Nendeln
- Schaanwald